# Unravelling
«Unravelling» es una canción de la banda de rock británica Muse lanzado el 20 de junio de 2025 a través de Warner Records. Los críticos han señalado similitudes con djent por incluir una guitarra de ocho cuerdas (la primera canción de Muse en hacerlo), además de combinar sintetizadores EDM, voces melodramáticas de ópera rock y riffs de metal progresivo. La canción fue escrita por el líder Matt Bellamy y Dan Lancaster, la banda estrenó la canción en el inicio de su reciente gira en Helsinki, Finlandia, y la presentará en su próxima gira por festivales europeos.
La banda reprogramó un concierto en Turquía para 2026 con un promotor diferente, debido al éxito del boicot a DBL Entertainment, cuyo propietario había denunciado las protestas por el encarcelamiento del alcalde opositor de Estambul.

## Composición y letra
"Unravelling" combina los sintetizadores de The 2nd Law y Simulation Theory con riffs de Origin of Symmetry, Absolution y Drones, creando una canción de heavy metal, EDM, metal progresivo, djent y rock espacial con voces operísticas. La banda se adentra en un mundo más oscuro y djentista en la canción, con una intensa mezcla de metal progresivo, metalcore y música electrónica, sin perder el sonido de Muse. La canción comienza con zumbidos digitales y tensión antes de detonar en una explosión de riffs. Los críticos han señalado similitudes con Meshuggah y Sleep Token por incluir una guitarra de ocho cuerdas (la primera canción de Muse en hacerlo) y la producción de Lancaster.
La canción describe una relación fallida, con Bellamy usando metáforas como "un insecto atrapado en ámbar" y "nuestro amor es un guion oscuro que nadie puede memorizar". Estos versos poéticos transmiten una sensación de pérdida y confusión. El estribillo y el coro se basan en esto al describir un amor sin rumbo, un himno a nuestro amor sin Dios ni trono, lo que añade un temor existencial a la canción.

## Lanzamiento
En febrero de 2025, el bajista de Muse, Chris Wolstenholme, anunció que Muse trabajaría en nuevo material en el estudio durante los próximos meses. Abordó la posibilidad de lanzar su décimo álbum de estudio en 2026. En junio, antes del lanzamiento del sencillo, Muse publicó una serie de mensajes crípticos y clips de "Unravelling" en redes sociales.
El 12 de junio, Muse inauguró el primer concierto de su gira europea de 2025 en Helsinki, Finlandia, con el debut de "Unravelling". La canción se estrenó mundialmente el 19 de junio a las 18:30 BST durante el programa de Jack Saunders en BBC Radio 1, seguido de una entrevista con el líder Matt Bellamy. Un día después, la canción se lanzó como sencillo exclusivamente digital.

## Posicionamiento en lista
| Lista (2025)                         | Mejor posición |
| ------------------------------------ | -------------- |
| Japan Hot Overseas (Billboard Japan) | 13             |
| New Zealand Hot Singles (RMNZ)       | 34             |
| Reino Unido (UK Singles Chart)       | 85             |
| Reino Unido (UK Rock & Metal)        | 9              |
| Estados Unidos (Rock Airplay)        | 31             |